# Isidre Figueras
Isidre Figueras (Barcelona, 2 de gener de 1913) va ser un ciclista català que estava establert a Tolosa de Llenguadoc i que va córrer en els anys previs a la Guerra Civil espanyola. Els seus èxits esportius més destacats foren la victòria en una etapa de la Volta a Catalunya i l'edició del Trofeu Masferrer de 1934. Participà en la carrera Jaca-Barcelona del 1934, però hi fou sancionat per manca d'esportivitat.
El 1933 va ser el primer ciclista espanyol en finalitzar el Giro d'Itàlia.

## Palmarès
- 1933
  - Vencedor d'una etapa de la Volta a Pontevedra
- 1934
  - 1r del Trofeu Masferrer
  - Vencedor d'una etapa de la Volta a Catalunya

### Resultats al Giro d'Itàlia
- 1933. 39è de la classificació general

### Resultats a la Volta a Espanya
- 1935. 21è de la classificació general